# Карлос Едуардо Антоніо дос Сантос
Карлос Едуардо Антоніо дос Сантос (порт. Carlos Eduardo Antônio dos Santos, нар. 8 вересня 1996, Ітажаї), більш відомий як просто Каду (порт. Kadu) — бразильський футболіст, опорний півзахисник.

## Кар'єра
Вихованець клубу «Жоїнвіль». У сезоні 2015 року його перевели в першу команду, завдяки чому він дебютував у Серії А на 2 серпня 2015 року. в грі проти «Аваі» (2:0) і швидко став основним гравцем, зігравши протягом сезону 20 матчів у чемпіонаті. У цьому сезоні він також дебютував у грі проти «Атлетіку Паранаенсе» (0:2), відігравши усі 90 хвилин. Втім команда закінчила сезон на останньому 20-му місці і вилетіла в Серію Б.
У Серії Б Каду дебютував 15 травня 2016 року в матчі проти «Луверденсе» (1:1) і зігравши за сезон у 12 матчах чемпіонату зайняв з клубом 17-те, в результаті чого команда вдруге поспіль понизилась у класі, цього разу до Серії C, де Каду змушений був грати наступного року.
У першій половині 2018 року Каду грав на правах оренди за «Ліненсе», зігравши у 7 іграх чемпіонату штату Сан-Паулу, а у другій частині сезону грав за рідний «Жоїнвіль», з яким зайняв останнє 10-те місце у своїй групі та вилетів до Серії D. В результаті цього у сезоні 2019 року Каду виступав на правах оренди за клуби «Парана» та «Санта-Круз», граючи за перший у чемпіонаті штату Парана (2 гри), а за другий у Серії С (5 ігор).